# Yusuf - Muri Adewunmi
Yusuf - Muri Adewunmi je bývalý německý fotbalista nigerijského původu, který hrával na postu defenzivního záložníka nebo pravého křídla. Profesionální kariéru ukončil v roce 2015.

## Ligová kariéra
Většinu své hráčské kariéry odehrál v německých nižších fotbalových soutěžích, kromě dvou angažmá. Podzimní část sezony 2007/2008 strávil v 1. slovenské fotbalové lize v týmu FC Artmedia Petržalka, který v této sezoně slavil titul. Pro jarní část už ale nastupoval v 1. maďarské lize v týmu Budapest Honvéd FC. Následně se opět vrátil do Německa.